# Giuseppe Marrazzo
Giuseppe Marrazzo, detto Joe Marrazzo (Nocera Inferiore, 19 marzo 1928 – Roma, 27 febbraio 1985), è stato un giornalista italiano, noto per le sue numerose inchieste su temi sociali, in particolare sulla mafia (specificatamente, su Cosa nostra, Camorra e 'Ndrangheta).

## Biografia
Nativo di Nocera Inferiore e cresciuto al rione Casale del Pozzo, Marrazzo iniziò la sua carriera collaborando col quotidiano Il Mattino. In seguito continuò come inviato per altri giornali, tra cui Omnibus, Epoca e Tempo illustrato. Nel 1965 passò dalla carta stampata alla televisione: per la Rai produsse inchieste e servizi per i programmi TV7 e Cordialmente; Europa Giovani e AZ. Successivamente lavorò per la rubrica TG2 Dossier, focalizzando i suoi approfondimenti sulle organizzazioni mafiose.
Sposato in prime nozze con Luigia Spina, italo-americana, ha avuto nel 1958 un figlio, Piero, che ha intrapreso anch'egli la carriera giornalistica e, in seguito, quella politica (è stato presidente della Regione Lazio dal 2005 al 2009); anche il figlio più piccolo, Giampiero, nato nel 1979 da un secondo matrimonio, è giornalista. 
È morto a Roma il 27 febbraio 1985 all'età di 56 anni a seguito di un'emorragia cerebrale nella sua casa di via dei Giuochi Delfici; il funerale è stato celebrato, il giorno dopo, nella vicina chiesa di Santa Chiara a Vigna Clara; riposa nel cimitero Flaminio a Roma. Il figlio Piero ha dichiarato che la morte per cause naturali di suo padre gli ha quasi sicuramente evitato una morte violenta, in quanto le sue inchieste sulla camorra lo avevano esposto a varie minacce di morte.
Il 10 dicembre 2024, il comune di Nocera Inferiore ha posto una targa davanti alla casa dove è nato il giornalista.

## Pubblicazioni
Partendo dalle sue inchieste, Marrazzo ha scritto diversi libri, tra cui il più famoso è Il camorrista (pubblicato nel 1984), in cui racconta la vita di Raffaele Cutolo, uno dei boss campani più influenti durante gli anni ottanta: è un libro del quale lo scrittore Roberto Saviano ha dichiarato, durante la trasmissione televisiva Blu notte - Misteri italiani, di essere debitore per parecchi spunti, nella scrittura del suo Gomorra. 
Da Il camorrista fu tratto nel 1986 l'omonimo film, che segnò l'esordio cinematografico alla regia di Giuseppe Tornatore.

## Riconoscimenti
Marrazzo ha ricevuto numerosi premi giornalistici, in particolare quello di Cronista dell'anno nel 1978.